# Ekvin virusarterit
Ekvin virusarterit (EVA) är en sjukdom hos hästar som orsakas av ett virus av arten Alphaarterivirus equid, ett RNA-virus. Det är den enda arten i släktet Alphaarterivirus, och det är det enda släktet i underfamiljen Equarterivirinae. Viruset som orsakar EVA isolerades först 1953, men sjukdomen har drabbat hästdjur över hela världen i århundraden. Det har varit vanligare i vissa hästraser i USA, men det finns ingen ras som är immun. I bland annat Sverige och Storbritannien är EVA en anmälningspliktig sjukdom. Det finns ingen känd fara för människor.

## Tecken
De tecken som visas beror på hästens ålder, stam av det infekterande viruset, hästens tillstånd och hästen blivit infekterad. De flesta hästar med EVA-infektion visar inga tecken, men om en häst visar tecken kan dessa variera kraftigt. Efter infektion är det första tecknet feber upp till 41 grader, följt av olika tecken som slöhet, rinningar från näsan, "pink eye" (konjunktivit), svullnad över ögat (supraorbitalt ödem), urtikaria och svullnad av fram- och bakben och under buken (den ventrala buken) som kan sträcka sig till juvret hos ston eller pungen på hanhästar. Mer ovanliga tecken inkluderar missfall hos dräktiga ston, och, mest troligt hos föl, svåra andningsbesvär och död.

## Förebyggande
Ett vaccin finns tillgängligt i Storbritannien och Europa, men i laboratorietester är det inte möjligt att skilja mellan antikroppar som produceras som ett resultat av vaccination och de som produceras som svar på infektion med viruset.